# Iglesia de Santa María (El Toro)
La iglesia de Santa María de El Toro (Provincia de Castellón, España) estaba edificada en el año 1258, según una Bula que Alejandro IV dirigió al rey de Aragón, siendo adscrita a la diócesis de Segorbe el 19 de mayo de 1347, después de constantes pleitos.
Esta iglesia está constituida en una sola nave con limitadas dimensiones y es un ejemplo de las construcciones primarias que Elías Tormo llamó "románico terciario", aproximándose a las llamadas "de reconquista". 
Entre el siglo XIV y XV fue adquiriendo ornamentos y riquezas, reformando su vieja techura de madera en vertiente a dos aguas y dotándola con bóvedas de crucería.
Más tarde se consagró como ermita de San Miguel, sufriendo lamentables destrozos en las guerras carlistas del siglo pasado y en la guerra civil, iniciada en 1936. 
El primitivo templo mantiene sus cuatro grandes paredes, con los contrafuertes de su original fábrica. En su interior se aprecian varias hornacinas y la entrada principal dista del torreón unos cien metros, observándose otra lateral más pequeña como paso secundario. En sus proximidades existen restos de muros menores, así como nos consta la existencia de un cementerio y de una nevera; hueco practicado en el terreno para la conservación de la nieve o hielo. 